# شارل كونت فالوا
شارل من فالوا (بالفرنسية: Charles de Valois؛ 12 مارس 1270 - 16 ديسمبر 1325)؛ هو الابن الثالث لـ فيليب الثالث ملك فرنسا وإيزابيلا الأراغونية، وينتسب إلى سلالة كابيه، وكذلك هو مؤسس أسرة فالوا، أصبح في 1284 كونت فالوا التي إنشائه له والده، وفي عام 1290 حصل على لقب كونت أنجو بزواجه من مارغريت، ومنذ عام 1301-1307 بعد زواجه من كاثرين الأولى التي أصبحت إمبراطورة اللاتينية فخرياً، حمل لقب إمبراطور القسطنطينية اللاتيني، ومع ذلك لم تمتد سلطته إلا على الولايات الصليبية باليونان، وأيضا في عام 1285 اعترف به البابا به كـ ملك أراغون بعد حرمان خاله بيدرو الثالث الذي قام احتياج مملكة صقلية البابوية، وتوفي في عام 1325، وبعد ثلاثة سنوات سيصبح ابنه فيليب دو فالوا، ملك فرنسا تحت مسمى فيليب السادس.